# NGC 7206
NGC 7206 ist eine linsenförmige Galaxie vom Hubble-Typ S0 im Sternbild Pegasus. Sie ist schätzungsweise 430 Millionen Lichtjahre von der Milchstraße entfernt.
Das Objekt wurde am 7. August 1864 von Albert Marth entdeckt.